# Секционный зал номер четыре
«Секционный зал номер четыре» (англ. Autopsy Room Four) — рассказ американского писателя Стивена Кинга, написанный в 1997 году. В 2002 году рассказ вошёл в авторский сборник «Всё предельно».

## Сюжет
Рассказ идет от лица Говарда Коттрелла, биржевого брокера сорока четырёх лет из города Дерри. Однажды он очнулся в морге, в мешке для трупов, полностью парализованный. Сначала ему даже показалось, что он мертв, но каким-то образом продолжает ощущать происходящее. Потом он все-таки пришел к выводу, что он жив, хотя и не вполне помнит, что с ним произошло — ему смутно вспомнилось только, что он играл в гольф и его укусило то ли насекомое, то ли змея. Он пытался подать патологоанатомам, собирающимся его вскрыть, хоть какой-то сигнал, но ему это не удавалось. Старшая в смене, доктор Арлен, предоставила проведение осмотра молодому практиканту Питеру, который не заметил укуса на его ноге. Питер собирался уже начать вскрытие, когда доктора Арлен заинтересовал старый шрам на внутренней стороне бедра Говарда, оставшийся у него со времен войны во Вьетнаме. Пока она исследовала шрам, придерживая рукой пенис Говарда, в секционный зал вбежал санитар, кричащий, что одного из врачей укусила змея, прятавшаяся в сумке с клюшками для гольфа, и того парализовало. Все с ужасом увидели, что собираются вскрывать живого человека — у Говарда началась эрекция.
В послесловии Говард описывает, что его укусил «перуанский бумсланг», которого, в числе прочих змей, держал у себя дома один банковский клерк, увлекающийся виперофилией (разведением и коллекционированием змей), сбежавший через два дня после этой истории. Говард упоминает также, что некоторое время встречался с доктором Арлен, но им пришлось расстаться — пикантность ситуации, в которой они познакомились, привела к их сексуальной несовместимости.

## История создания
В авторских комментариях к рассказу Кинг упоминает, что идея «Секционного зала номер четыре» берет начало из эпизода телесериала «Альфред Хичкок представляет» про тяжелораненого человека, которого собирались вскрыть, сочтя мертвым. Тот дал понять, что жив, пролив слезу. Кинг счел, что ему лично будет уместнее написать о менее трогательном способе коммуникации. На одной из встреч с читателями Кинг охарактеризовал этот свой рассказ как «довольно похабный» (англ. pretty gross). Также автор упоминает, что змеи́ вида «перуанский бумсланг» не существует — он частично позаимствовал название вида из одного романа Агаты Кристи (там упоминался реально существующий африканский бумсланг).
Рассказ впервые был опубликован в 1997 году в сборнике «Шесть историй». В том же году вошел в антологию Robert Bloch’s Psychos. В 2002 году был опубликован в составе сборника «Всё предельно». На русский язык рассказ был переведен В. Вебером в 2003 году и издан издательством «АСТ» в составе сборника «Всё предельно»; в дальнейшем неоднократно переиздавался. В 2002 году вышла аудиокнига Everything’s Eventual: 5 Dark Tales, в состав которой вошли пять рассказов из сборника «Всё предельно», включая «Секционный зал номер четыре».

## Реакция критиков
В. В. Эрлихман в своей книге «Король тёмной стороны. Стивен Кинг в Америке и России» называет рассказ одним из лучших в сборнике «Всё предельно», отмечая, что у него «счастливый, даже забавный» финал. Стивен Спинези (Stephen J. Spignesi) в своей книге The Essential Stephen King называет рассказ одним из самых страшных у Стивена Кинга. Он ставит его на 50-е место в своем рейтинге. Рассказ номинировался на премию Брэма Стокера 1998 года. В рецензии журнала «Мир фантастики» на фильм «Комната 6» отмечено, что сюжетные ходы фильма повторяют таковые из нескольких произведений Стивена Кинга, в том числе, из «Секционного зала номер четыре», при том, что Кинг в титрах не упомянут.

## Адаптации
- В 2003 году вышел одноимённый короткометражный телефильм Стивена Закмана (Stephen Zakman). Главную роль сыграл Стивен Ферст, в роли доктора Арлен снялась Торри Хиггинсон[9].
- В 2006 году рассказ был экранизирован в седьмой серии восьмисерийного сериала «Ночные кошмары и фантастические видения»[10]. Сюжет рассказа был несколько изменён — появилась линия с возлюбленной Говарда, Анджелой, а упомянутый в оригинале лёгкий флирт между доктором Арлен и Питером был подан как полноценная любовная линия.